# Office des eaux des Pays-Bas

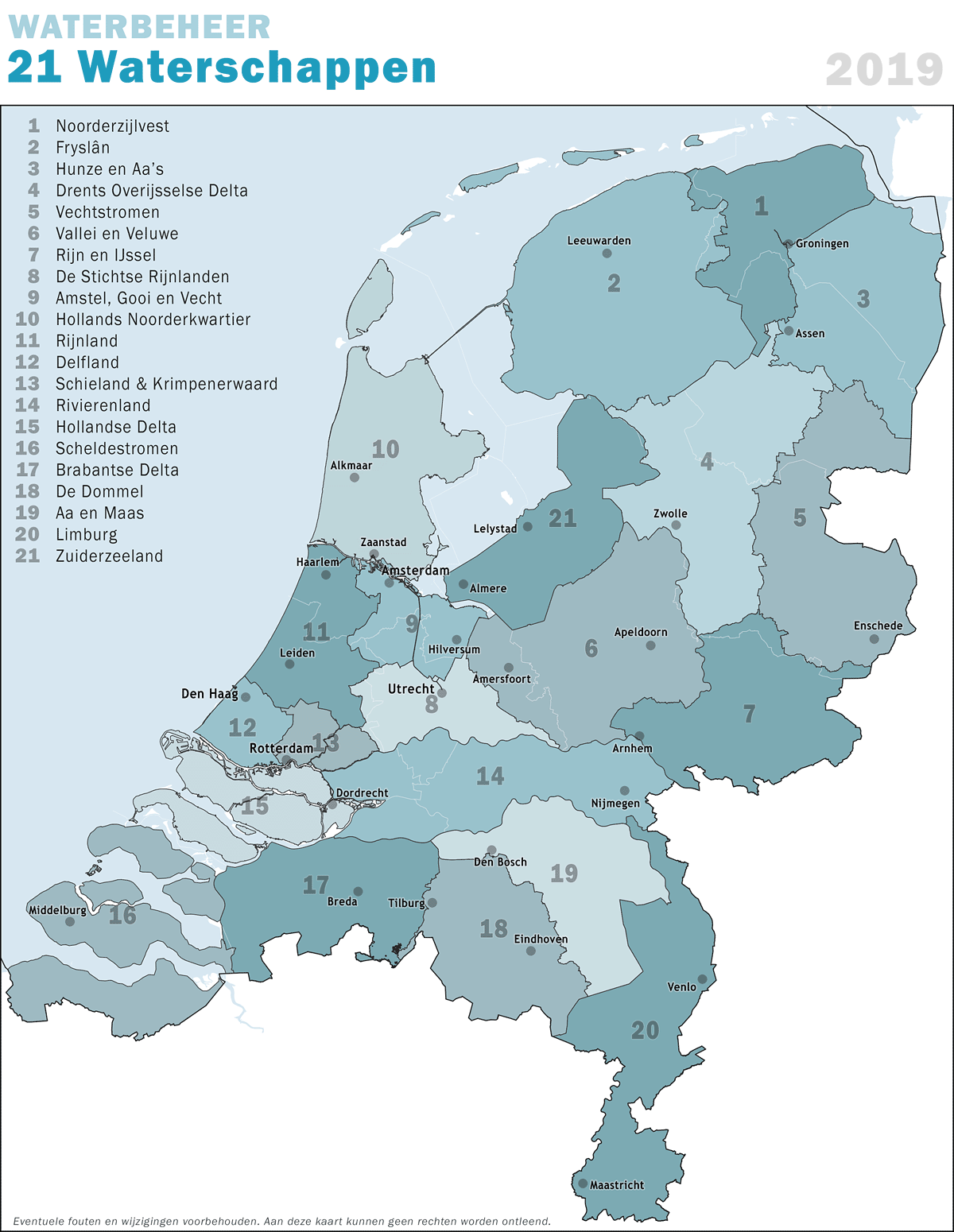
Les 21 districts tels que désignés au 1er janvier 2019.

L'Office des eaux des Pays-Bas ou Conseil d'administration de l'eau (néerlandais : Waterschap) est une autorité publique néerlandaise ayant pour objectif le contrôle et la gestion de l'eau suivant un découpage du pays en zones. Celles-ci ne sont pas déterminées par les frontières municipales ou provinciales, mais par des bassins ou des zones de drainage. 
Il y a 21 offices régionaux des eaux aux Pays-Bas au 1er janvier 2019. Ces offices comptent parmi les plus anciennes institutions néerlandaises. La première régie des eaux officielle est l'Office des eaux de la Rhénanie, créé en 1255 par le comte Guillaume II de Hollande en vue d'assurer la sécurité des villages et des hameaux. La plus ancienne coopération de cet ordre est mise en place à Utrecht en 1122, lorsque vingt hameaux se sont mobilisés pour construire une digue entre le Kromme Rijn et Wijk bij Duurstede. En 1323, cette coopération est nommée l'Office des eaux des Lekdijk Bovendams.
Les Offices des eaux sont fondamentalement liés aux polders : traditionnellement, ils gèrent les cours d'eau d'une zone donnée au nom des résidents, y compris pour l'entretien des polders. Une coopération est nécessaire entre les habitants et les Offices pour lutter contre les eaux. Ces derniers ont une place particulière dans l'histoire juridique des Pays-Bas. L'Office des eaux du Delfland (Hollande-Méridionale), l'Office des eaux du Hollandse Delta (Hollande-Méridionale) et l'Office des eaux du Zuiderzeeland (Flevoland) sont particulièrement exposés aux risques d'inondation.

## Organisation

### Tâches

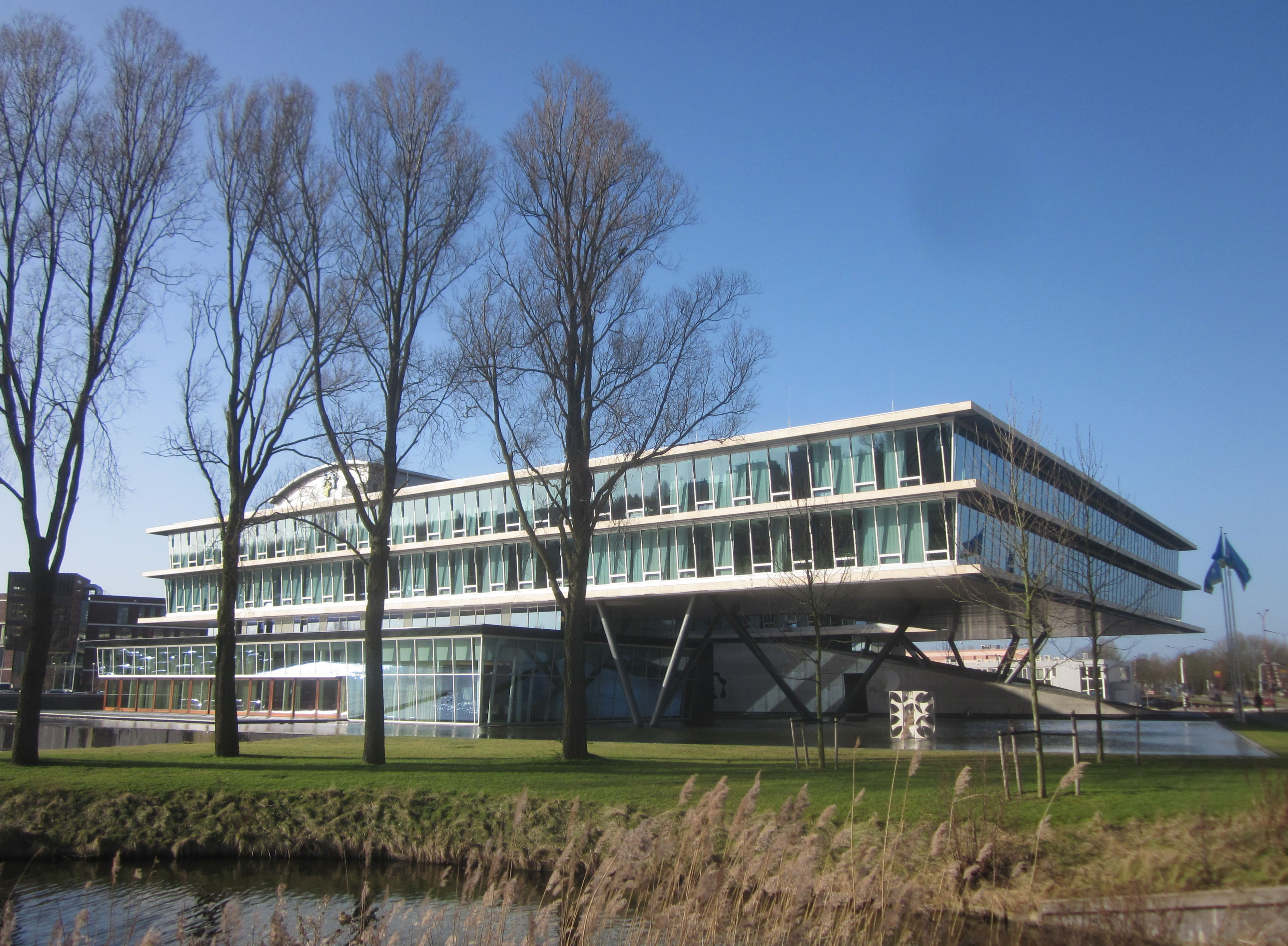
Bureau pour la zone 10 (Hollands Noorderkwartier), à Heerhugowaard.

Les tâches des différentes agences sont la construction et l'entretien des barrages, la régulation de la qualité de l'eau, ainsi que la gestion des voies navigables. Dans d'autres pays ces tâches sont en général dévolues à des organes tels que les municipalités ou les provinces.
Les routes et les pistes cyclables situées en dehors des zones urbaines traversent souvent les polders sont entretenues par la Rijkswaterstaat en accordance avec les directives de l'office régional. Le conseil d'administration de l'office élabore des réglementations généralement contraignantes dans le domaine de la politique de l'eau. Certaines décisions nécessitent l'approbation de la province (surveillance préalable) et peuvent aussi être révoquées (surveillance rétrospective). Les offices régionaux des eaux sont institués ou dissous par les provinces des Pays-Bas.

### Démocratie fonctionnelle
Les assemblées ou conseils régissant les districts et permettant le vote des infrastructures sont élues lors d'élections au suffrage universel direct. Les partis politiques présentent des listes,, et 30 personnes sont élues. Le président de l'assemblée, qui porte le titre de dijksgraaf, est nommé par ordonnance royale. Il n'est par tradition pas l'un des élus.
Aux 30 élus s'ajoutent trois élus de la Chambre de commerce représentant les entreprises, quatre élus représentant l'Organisation nationale d'aménagement du territoire et un élu de l'Organisation nationale de gestion des forêts.